# 视网膜黄斑
黄斑（Macula lutea，源自拉丁语macula，“斑”+lutea，“黄”），是人眼视网膜中央附近一卵圆形染色区域，直径约5.5mm。黄斑还可再细分为黄斑凸、黄斑凹、黄斑凹无血管区（foveal avascular zone，FAZ），中央凹、近旁凹、外周凹等区域。死亡或眼球摘除后，黄斑呈黄色。而活体中此现象不可见，除非使用滤除红光的光源观察。解剖学上黄斑直径5.5mm，比临床黄斑的1.5mm要大得多，而后者与解剖学中央凹相近。临床黄斑可经瞳孔由检眼镜或视网膜照相观察到。解剖学黄斑则定义为组织学上含有两层或以上神经节细胞的区域。

## 结构

视网膜黄斑示意图，显示外周凹（perifovea）、近旁凹（parafovea）、中央凹（fovea）和临床黄斑（clinical macula）。

人眼视网膜照片，叠置图显示黄斑（macula）、中央凹（fovea）的位置和尺寸；底层图另显示视盘（optic disc）。

### 颜色
因为黄斑呈黄色，所以它吸收了大量进入眼球的蓝光和紫外线，对此处的视网膜是一天然的日光阻隔（类似于太阳镜）。其所呈现的黄色是由于含有饮食中摄入的类胡萝卜素，如葉黃素和玉米黄素。其中玉米黄质在黄斑中佔主导地位，而叶黄素则在视网膜其他部位含量丰富。有证据表明，在某些类型的黄斑退行性病中，这些类胡萝卜素对染色区域有保护作用。

### 区域
- 中央凹（英语：Fovea centralis） - 1.55 mm（0.061英寸）
- 中央凹无血管区（英语：Foveal avascular zone） (FAZ) - 0.5至0.6 mm（0.020至0.024英寸）
- 中央小凹（英语：Foveola） - 0.35 mm（0.014英寸）
- 黄斑凹（英语：Umbo (eye)） - 0.15 mm（0.0059英寸）

## 功能
黄斑的结构的特化是高敏锐度的视力的基础。黄斑之中的中央凹和黄斑凹都含有高密度的视锥细胞（一种具有高敏感度的感光细胞）。

## 临床意义
外周视力的缺失有时不易被觉察，而黄斑损伤则会导致即刻而明显的中心视力的缺失。黄斑的进行性损害则是一种称为黄斑退行性变的疾病，有时还会造成黄斑穿孔。黄斑穿孔几乎不会由外伤造成，但一个急速的气流可以冲破通向黄斑的血管，使其毁损。
从黄斑输入的视觉信息占据了大部分的脑视觉容量。于是，某些形式的视野缺损可以不涉及黄斑，此称为黄斑豁免。（例如，视野测量可显示为黄斑豁免性同向偏盲）
在大脑后动脉闭塞导致的顶枕叶缺血的患者可出现皮质盲（几乎不可能像安东 - 巴宾斯基综合征中那种患者可否认的视力障碍），然而也会表现为黄斑豁免。这种选择性的豁免是由于大脑中动脉形成了供养黄斑束的侧支循环。神经检查确定的黄斑豁免对梗阻造成的损伤类型有重要意义，此时表明视皮质尾部（主要接受黄斑传来的视神经纤维）也被豁免。

## 其他图片

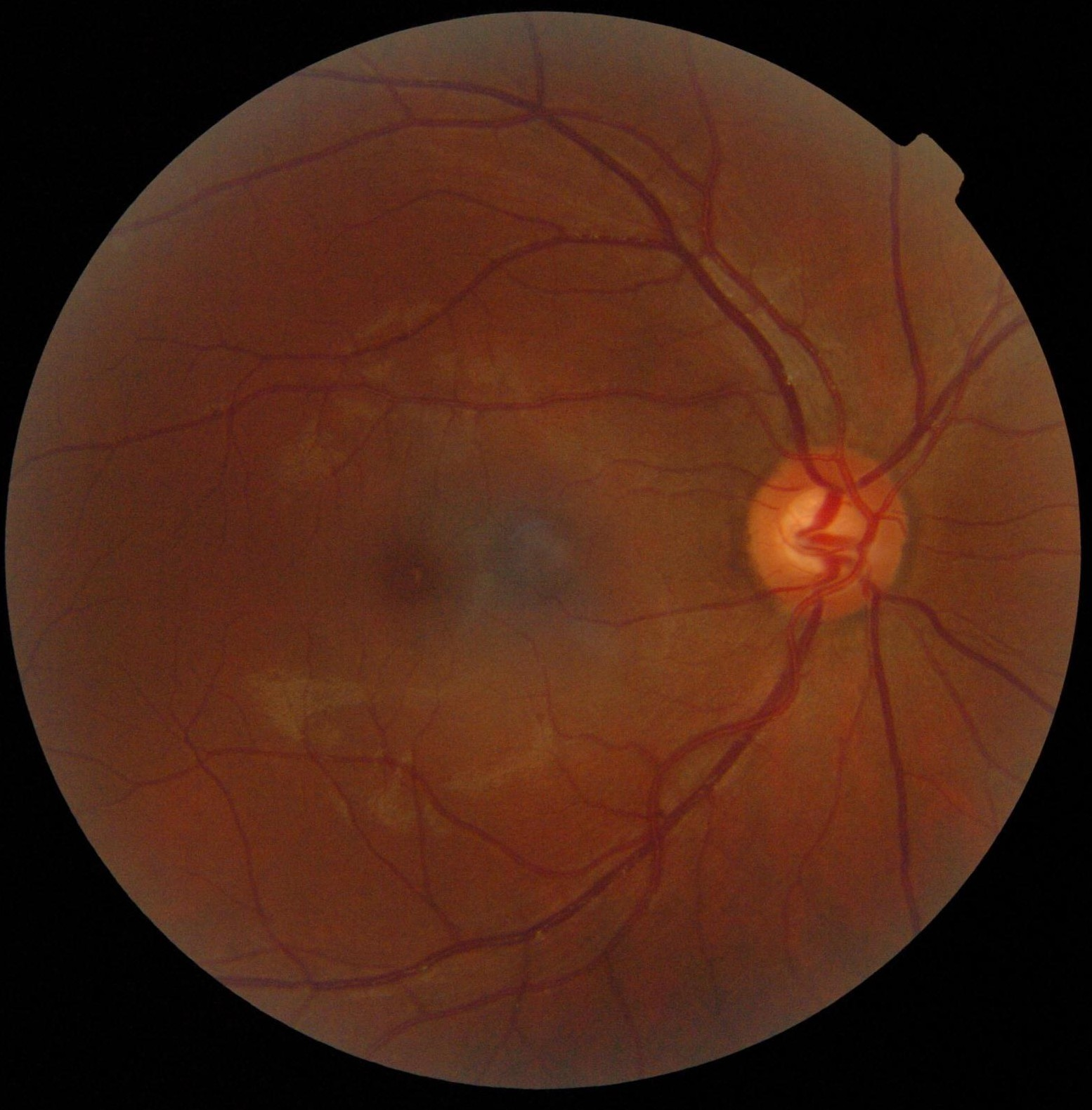
眼底照片（英语：Fundus photography）显示左侧的黄斑为一个斑点。视神经乳头是右侧血管汇聚的区域。中心灰色、更弥散的斑点是阴影伪影（英语：Visual artifact）。
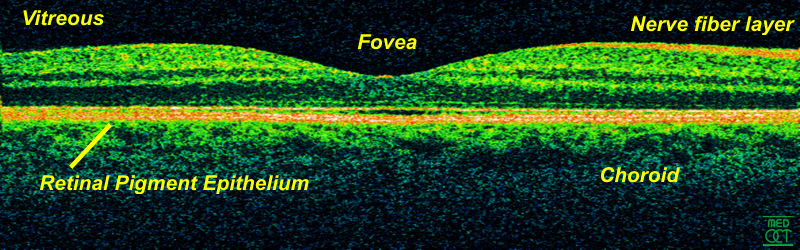
视网膜黄斑区时域OCT波长为800nm，轴向分辨率为3μm
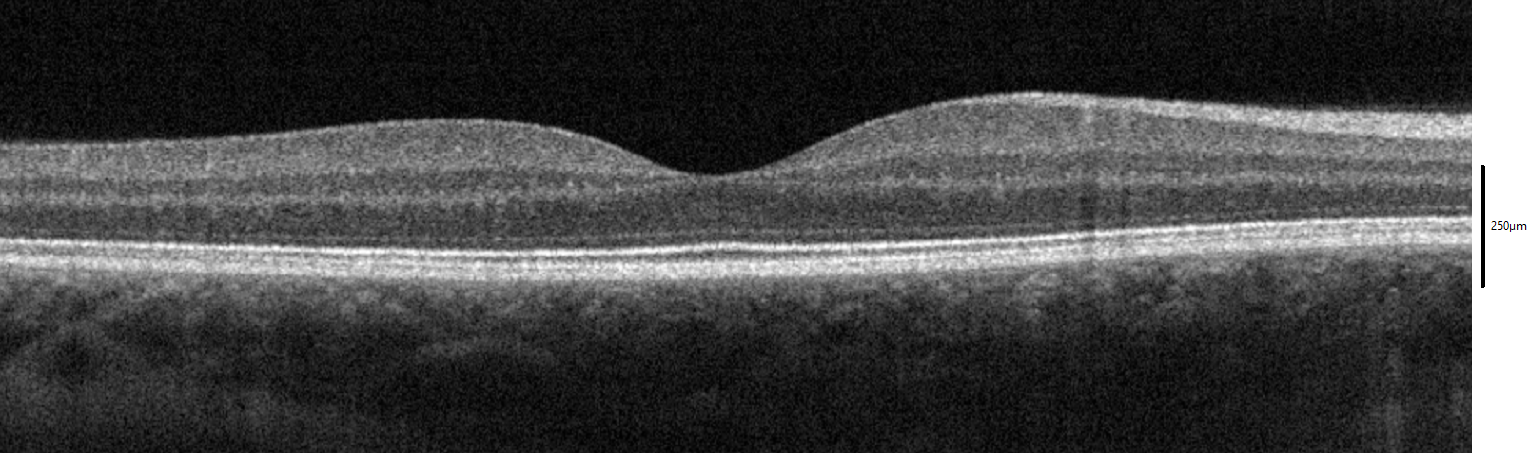
频域OCT黄斑横截面扫描
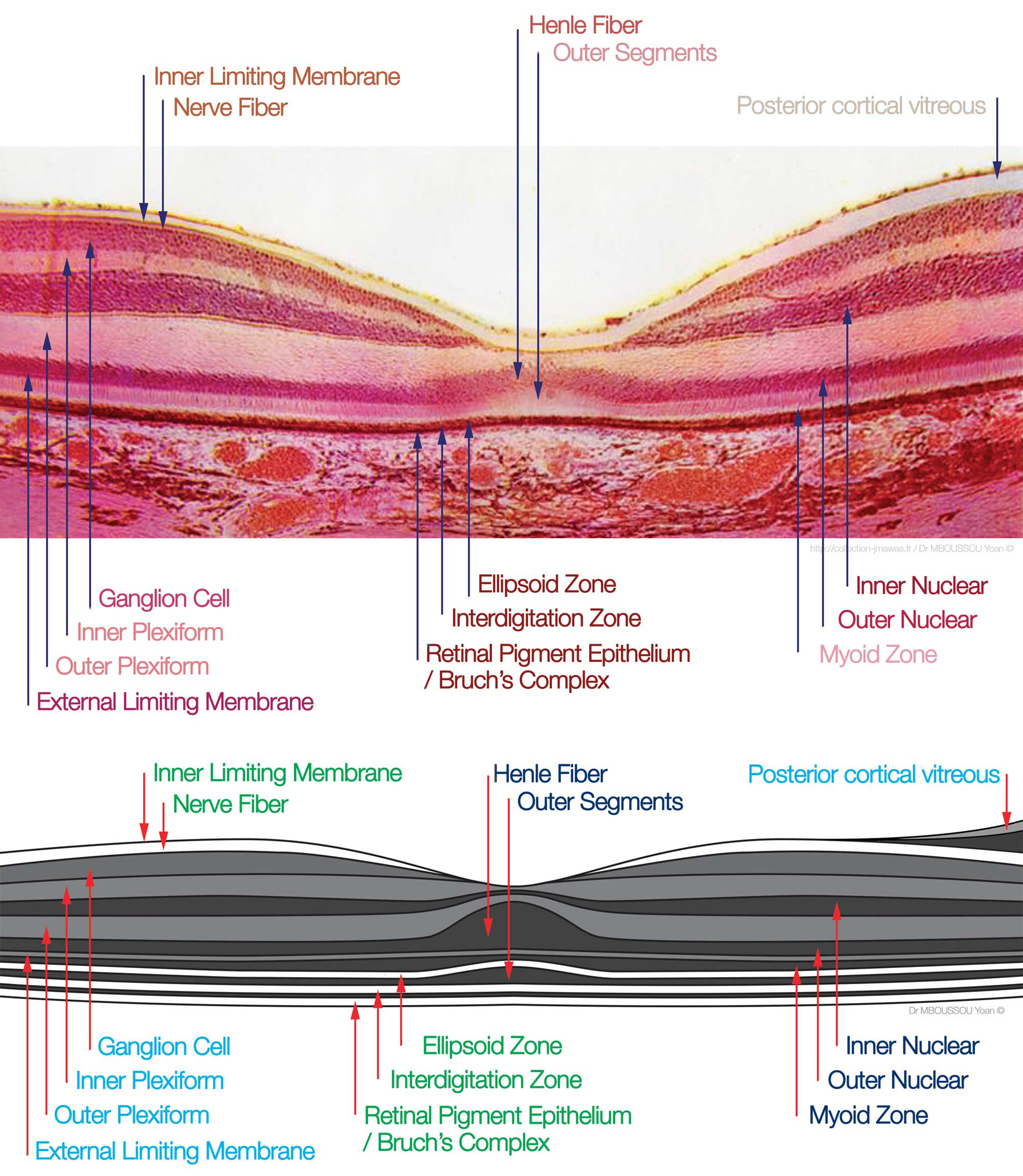
黄斑组织学（OCT）

## 其它相關图片

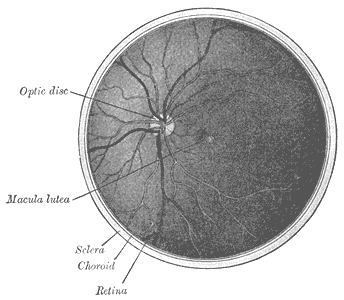
左眼球后节的内侧面。
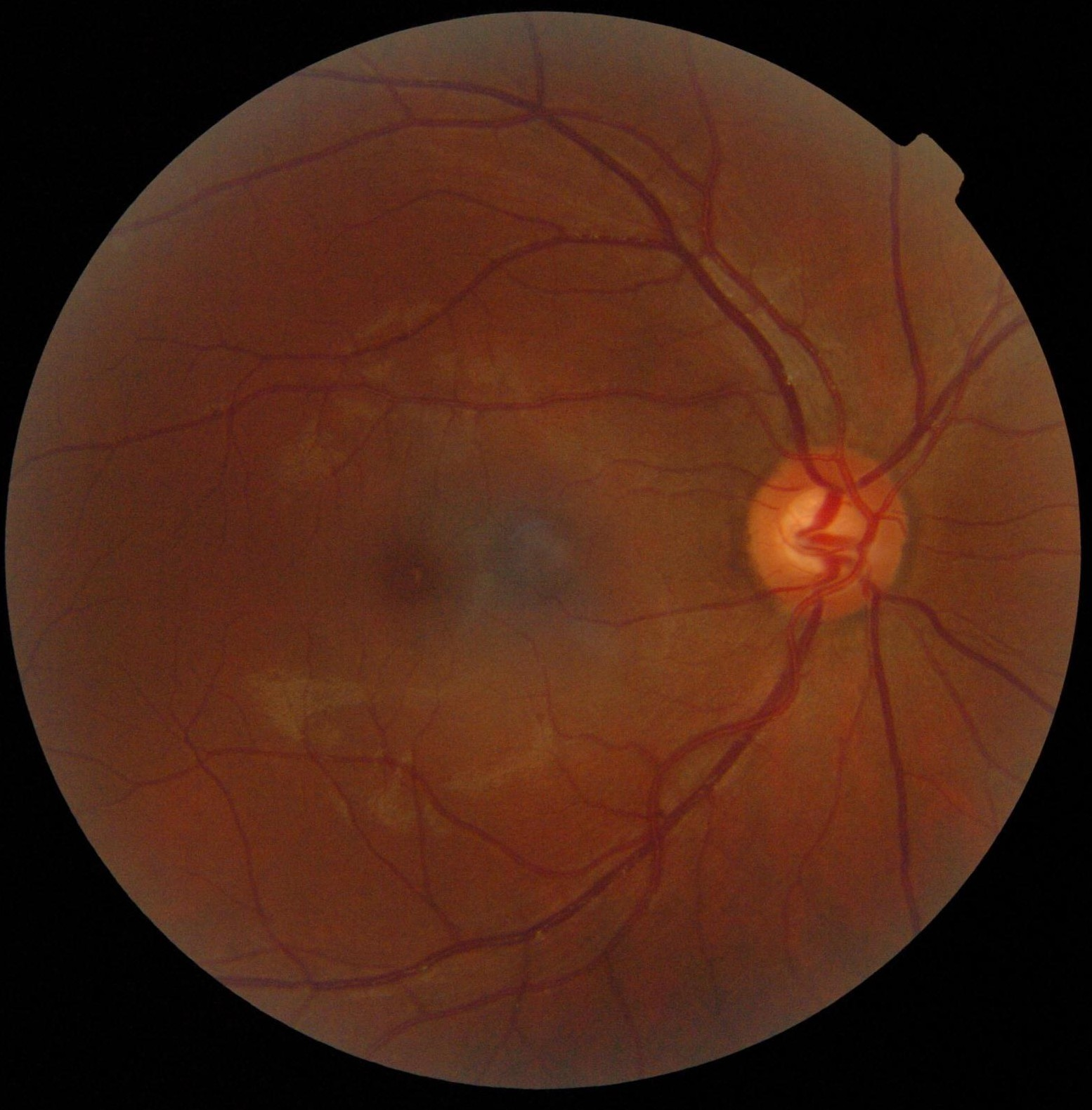
一张眼底照相，显示左侧的斑点即为黄斑。视盘为右侧血管集中之处。中央灰色、模糊的斑点为一伪影。